# 紛争でしたら八田まで
『紛争でしたら八田まで』（ふんそうでしたらはったまで）は、田素弘（でん もとひろ）による日本の漫画作品である。『モーニング』（講談社）にて、2019年51号から2021年42号まで連載した後、『Dモーニング』（同社）に移籍して連載中。2025年7月時点で累計部数が100万部を突破している。
主人公が地政学の知識を活かし、民族や言語、思想などの違いによる世界中のさまざまな事件や紛争を解決するために交渉を行う課程を描く。
本作は田にとって初めての連載作品となる。『Dモーニング』では、各シリーズごとに集中的に連載し、その合間に休載を挟む形式で連載している。

## あらすじ
地政学リスクコンサルタントである主人公・八田百合は、世界中の様々な紛争を『チセイ』（地政と知性）と『荒技』（プロレス技）で解決に導く。

### 関わった紛争・案件等
- ミャンマー モンヤン村 – 日系企業の労使紛争
- タンザニア シニャンガ州 – 魔女狩り紛争
- イギリス バーミンガム – パブ襲撃
- ウクライナ キエフ – 民主化組織への資金提供
- 日本 – 百合の地元『井刈市』のレディース暴走族間の抗争
- インド カルナータカ州 – カースト格差婚
- アイスランド – データセンター
- アメリカ オハイオ州 ローナンクリーク – ネイティブ・アメリカン居留地へのカジノ建設
- イギリス バーミンガム – 地元弱小フットボールクラブ監督
- ナウル – グローバル化
- シンガポール – 劇団の脚本紛争
- 大韓民国 – チャイナリスク、脱北者問題
- マリ – トゥアレグ
- フランス – バンリュー
- イラン – 遺跡
- カナダ – 多文化主義
- コロンビア – コロンビア内戦
- スイス – 自殺幇助
- 台湾 – 白色テロ (台湾)、台湾ナショナリズム
- 南アフリカ共和国 – eスポーツ
- アメリカ ネバダ州 – バーニングマン
- サウジアラビア – サウジビジョン2030
- ギリシャ – 極右政党
- インドネシア – パプア州、インフルエンスオペレーション
- スウェーデン – クルド人

## 登場人物
八田 百合（はった ゆり）
フリーランスの地政学リスクコンサルタント。眼鏡をかけた美女。元勤務先であるイギリスの『セントポールズアシスタンス』（S・P・A）社からの依頼に応じて世界中に出向き、様々な紛争を解決する。地政学をはじめ、現地の言語や歴史、宗教、政治、経済、軍事、また文化など、多様な知見（百合曰く「チセイ」）を携えて、解決のため交渉を行う。プロレスおよびサッカー愛好家で、プロレス技が得意。スリムな体型とは裏腹に非常な健啖家で、訪れた各地で現地料理を旺盛に食べる。一方でシンガポール在住時は現在に比べて太っていた。家族構成は中国系シンガポール人の父と日本人の母の他、日本に残した妹がおり、その妹を溺愛している。父親のことは、「元父親」または「ミスター・ヴィンセント」と呼ぶなど、一方的に嫌っている状態。幼少期をイギリスの祖父のもとで過ごし、10代の頃をシンガポールで過ごした後、シンガポールの政府奨学金でイギリスに留学。しかし、卒業後はシンガポールの政府機関で勤務する事を拒否して、同国の国籍を放棄。違約金を払ってまで、現在の地政学リスクコンサルタントとなる道を選んだ。現在はバーミンガム在住。
アレックス・ホァン・タイリン
百合の同居人。台湾・新北市淡水区出身のS・P・A社員。中国語名は黄泰麟。香港を経由して渡英後、現在はイギリス国籍を取得。現地の百合を情報面でサポートするが、休暇中でもかまわず仕事を寄越してくる百合に辟易としている。一方で、無茶な働き方をする百合のことを心配している。仕事の報酬は折半している家賃と相殺するという形を取る。ゲイであり、彼氏はMI5勤務。
ボス
セントポールズアシスタンス社員。百合に危険な仕事を依頼する。依頼は電話やメールを使い、百合には姿を見せない。恐妻家。
八田 幸（はった さち）
百合の妹。日本の長野県にある架空の市『井狩市』（当地の食べ物に「ローメン」が出てくるので「伊那市」と思われる）で祖母と二人暮らし。百合の過度な愛情に辟易して口悪く接するも、根はやさしい。百合とは異なり、父親との関係は良好である様子。

## 評価
- 本作に先んじて同じく国際情勢を描いた人気漫画『ゴルゴ13』の著者であるさいとう・たかをは、本作の単行本第3巻の帯に賛辞を寄せている。さいとうと田との対談の計画もあったが、新型コロナウイルス感染症（COVID-19）の拡大によって実現しないうちに、さいとうは死去した[7]。
  - なお、田が人生で初めて親から買い与えられた漫画が『ゴルゴ13』だった。小学校低学年であった田は衝撃を受け、以後もたびたび読んでいた[7]。
- 漫画好きで知られる政治家の麻生太郎は、2021年9月にさいとう・たかをが死去した際に、近年の別の「インターナショナルな漫画」として本作を紹介した[8]。
  - それ以前からも麻生は累計3度、本作を記者会見の場で賞賛しているという。同年5月前後に麻生が本作を褒めたことから、著者の田は麻生へ本作一式を贈答した。すると麻生から田の生家へ礼状が送られ、田の家族は騒然となった[7]。
- 小説家の夏海公司が2021年11月時点で注目している作品として、本作を挙げている[9]。

## 制作背景

### 著者の前歴
著者の田は1976年（昭和51年）、東京都に生まれた。もともと世界情勢や政治に興味を抱いていた田は、専門学校を卒業後、親の知人のつてでイギリスの語学学校に行くことになった。だが、同国へ到着後わずか1週間ほどで「飽きた」ことにより学校を辞めてしまった。
しかし、授業料が全額返還されたうえ、親が「その資金を使って滞在を続けてもよい」と許可したことにより、田はその後6ヶ月ほどイギリスに滞在した。そこで田は様々な人と出会い、濃密な経験を得た。「国境の感覚が曖昧で、県境のように隣り合っているところで生きている人たちとの価値観の違いに面白さを感じ」、「海外から見ると日本が特殊だとよくわかった」という。
帰国後にはアパレル業やWebデザイン業などを転々とした後、30歳代半ばから漫画家を志した。時間を作るためにWebデザイン業を退職し、アルバイトを続けながら制作活動を行った。前職で『Photoshop』などのグラフィック系アプリケーションを使っていたことが、デジタル作画の役に立ったという。
2015年に『定時退社でライフルシュート』で商業誌デビューを果たした。同作はアラサーのOLがライフル射撃を始めるという内容だった。

### 本作の考案
『定時退社でライフルシュート』の後、新たな企画を考えてネームを作るもボツ（不採用）になることを繰り返したが、その中の一つに「クールな美人スナイパー」の物語があった。その作品は不採用となったが、編集者から「世界を舞台にした別の企画を考えてほしい」と請われ、考え出したのが地政学リスクコンサルタントを主人公とした本作であった。
当初は銃撃アクション描写を満載し、主人公の八田がどんどん人を殺していくという設定で、いわば「女性版『ゴルゴ13』」であった。しかし、田はネームを進めるうちに、主人公のキャラクター性と殺人が「合わないな」と感じたという。結果、「人が死なないゴルゴ13」と称される内容となった。

### 主人公設定
本作が女性を主人公としている理由は、田が持ち込みを行っていた時代から女性を主人公とする漫画を執筆していたため、「男性を主人公にする挑戦は危険」と考えたことと、主人公を「どこに行っても浮いている存在」にしたいと考えたことによる。
なお、田が執筆した漫画の主人公は一貫して派手な女性である。この理由は、田が考えるキャラクターは無口で冷血になりがちであるため、「見た目だけでも華やかにしたい」という思いからだという。

### 制作課程
舞台を世界各地にするという発想は担当編集者によるものであり、田は担当編集者と二人三脚で本作を構想した。
本作の物語は、田が原案を考え、担当編集者が手を加え、東京海上ディーアールの川口貴久が監修を行うことで制作している。
田は舞台となる地域へ実際に取材に行くのではなく、インターネットや関連書籍を情報源として原案を構想している。また、以前から田が国際情勢や雑学などを好んで読書しており、その知識も生かしている。さらに、各国のスラング（俗語）などはオンライン英会話サービスで各国の講師へ田が質問することで知見を得ている。
担当編集者は「田が妥協せずに色々と調べることで、リアルな描写とストーリーの展開が実現している」と評価している。

### プロレス要素
本作には主人公がプロレス技で相手を制圧する場面が多い。田は幼少期にテレビのプロレス中継を見て楽しんだ最後の世代であった。また、漫画上の演出として実践的な格闘術は地味に見えてしまい、プロレス技を描写してみたところ担当編集者と編集長から評価されたため、これを採用したという。

### 舞台設定
本作の主人公はイギリスを拠点としているが、物語の舞台にはミャンマー、タンザニア、ウクライナ、アイスランドなど、日本国内からは一般的な観光地ではなく、報道されることも少ない国が多く登場している。ミャンマーは「物語の骨格が伝わるような話」を構想した後、それに合う国として当てはめられており、タンザニアは「とにかく引きの強い場所」という理由で選ばれている。

## 書誌情報
- 田素弘『紛争でしたら八田まで』講談社〈モーニングKC〉、既刊17巻（2025年3月21日現在）
  1. 2020年3月23日発売[10][11]、ISBN 978-4-06-518920-7
  2. 2020年6月23日発売[12]、ISBN 978-4-06-519477-5
  3. 2020年9月23日発売[13]、ISBN 978-4-06-520779-6
  4. 2020年12月23日発売[14]、ISBN 978-4-06-521760-3
  5. 2021年3月23日発売[15]、ISBN 978-4-06-522556-1
  6. 2021年6月23日発売[16]、ISBN 978-4-06-523556-0
  7. 2021年9月22日発売[17]、ISBN 978-4-06-524783-9
  8. 2022年1月21日発売[18]、ISBN 978-4-06-526584-0
  9. 2022年4月21日発売[19]、ISBN 978-4-06-527573-3
  10. 2022年8月23日発売[20]、ISBN 978-4-06-528875-7
  11. 2022年11月22日発売[21]、ISBN 978-4-06-529815-2
  12. 2023年3月23日発売[22]、ISBN 978-4-06-531114-1
  13. 2023年7月21日発売[23]、ISBN 978-4-06-532395-3
  14. 2023年12月21日発売[24]、ISBN 978-4-06-534012-7
  15. 2024年5月22日発売[25]、ISBN 978-4-06-535582-4
  16. 2024年10月22日発売[26]、ISBN 978-4-06-537167-1
  17. 2025年3月21日発売[27]、ISBN 978-4-06-538842-6